# Тепера, Райан
Деннис Райан Тепера (англ. Dennis Ryan Tepera, 3 ноября 1987, Хьюстон, Техас) — американский бейсболист, питчер клуба Главной лиги бейсбола «Чикаго Кабс».

## Биография
Райан Тепера родился 3 ноября 1987 года в Хьюстоне. Он учился в старшей школе Бразосвуд, после её окончания поступил в подготовительный колледж Блинна в Бренеме. В 2007 году Тепера поступил в университет имени Сэма Хьюстона в Хантсвилле. В течение двух лет он играл за его бейсбольную команду в турнире NCAA. В сезоне 2008 года Тепера сыграл тринадцать матчей, в 2009 году — двадцать. На драфте Главной лиги бейсбола 2009 года он был выбран в девятнадцатом раунде клубом «Торонто Блю Джейс».
В течение шести лет Тепера играл за фарм-команды системы «Блю Джейс». В основной состав клуба он впервые был вызван в мае 2015 года. В своём дебютном сезоне в Главной лиге бейсбола он сыграл 33 иннинга с пропускаемостью 3,26. Основными подачами питчера были фастбол средней скоростью 95 миль в час и каттер. Главной проблемой Теперы было большое число пропускаемых хоум-ранов — их среднее количество на девять иннингов выросло с 0,7 в младших лигах до 2,18 в играх за «Блю Джейс».
В сезоне 2016 года тренерский штаб «Торонто» задействовал Теперу как восьмого реливера команды, вызываемого в состав в случае необходимости. По ходу чемпионата его пять раз переводили из основного состава в клуб AAA-лиги «Баффало Байзонс». За основной состав «Блю Джейс» он провёл 18,1 иннингов в 20 матчах с показателем пропускаемости 2,95. В «Баффало» Тепера сыграл 37 матчей, выполняя обязанности клоузера и сделав 18 сейвов. На предсезонных сборах весной 2017 года он выиграл борьбу за место в составе у Майка Болсинджера. По ходу регулярного чемпионата Тепера закрепился в статусе одного из самых надёжных реливеров «Торонто», проведя на поле рекордные для себя 77,2 иннингов, выходя как сетап-питчер перед клоузером Роберто Осуной. Он одержал семь побед при одном поражении, уверенно действовал против левосторонних бьющих, эффективность которых против него составила 19,2 %. В 2018 году Тепера одержал пять побед при пяти поражениях с пропускаемостью 3,62. Две недели чемпионата он пропустил из-за воспаления локтевого сустава правой руки.
Проблемы с локтём Тепера испытывал и в 2019 году, пропустив большую часть сезона из-за операции. Он сумел принять участие всего в 23 матчах «Блю Джейс», играя с пропускаемостью 4,98. В ноябре клуб отчислил игрока, который получил статус свободного агента. В декабре 2019 года Тепера подписал однолетний контракт с клубом «Чикаго Кабс».
В чемпионате 2020 года Тепера провёл за «Кабс» 21 игру с пропускаемостью 3,92. Он установил личный рекорд, делая в среднем 13,5 страйкаутов на девять иннингов. В ноябре он получил одно очко в голосовании, определявшем Самого ценного игрока Национальной лиги. Позднее выяснилось, что за Теперу по ошибке проголосовал член Зала славы бейсбола обозреватель газеты St. Louis Post-Dispatch Рик Хуммел. В марте 2021 года Тепера подписал с командой новый однолетний контракт на сумму 800 тысяч долларов.